# George Wynn
Pour les articles homonymes, voir Wynn (homonymie).
George Wynn est un réalisateur et acteur britannique né le 22 juin 1891 à Battersea (Angleterre) et mort en 1978 à Ashbourne (Angleterre).

## Filmographie partielle

### comme réalisateur
- 1922 : Scrooge

### comme acteur
- 1920 : Hobson's Choice (en) de Percy Nash (en)
- 1922 : Trapped by the Mormons de Harry B. Parkinson